# Actinoptera discoidea
Actinoptera discoidea är en tvåvingeart som först beskrevs av Fallen 1814.  Actinoptera discoidea ingår i släktet Actinoptera och familjen borrflugor. Arten är reproducerande i Sverige. Inga underarter finns listade i Catalogue of Life.